# Aquilègia groga

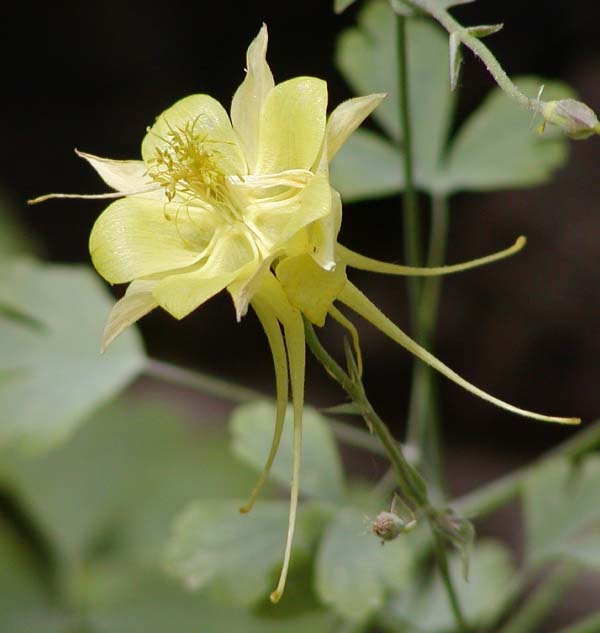
Detall de la flor i de les fulles

L'aquilègia groga (Aquilegia chrysantha), és una espècie de planta herbàcia que pertany a la família de les ranunculàcies.
Addicionalment pot rebre el nom de corniol gros.

## Descripció
És una planta perenne herbàcia. Les fulles tenen tres folíols. Les flors creixen en una tija llarga per damunt de les fulles i tenen cinc sèpals grocs i cinc pètals grocs amb esperons llargs que es projecten cap enrere entre els sèpals. Al centre de la flor té molts estams grocs.

## Distribució
És originària del sud-oest dels Estats Units, des del sud de Utah fins a Texas i nord-oest de Mèxic.

## Taxonomia
Aquilegia chrysantha, va ser descrita per Asa Gray i publicat a Proceedings of the American Academy of Arts and Sciences 8: 621, a l'any 1873.

### Etimologia
Aquilegia : nom genèric que deriva del llatí aquila = "àguila", en referència a la forma dels pètals de la qual se'n diu que és com l'urpa d'una àguila.
chrysantha: epítet llatí que significa "amb flors daurades".

### Sinonímia
Els següents noms són sinònims d'Aquilegia chrysantha:
- Aquilegia caerulea var. chrysantha (A.Gray) Rapaics
- Aquilegia chrysantha f. pleiocalcarata B.Boivin
- Aquilegia formosa var. chrysantha (A.Gray) Brühl
- Aquilegia chrysantha var. rydbergii Munz
- Aquilegia leptoceras var. chrysantha (A.Gray) Hook.f.
- Aquilegia leptoceras var. flava A.Gray
- Aquilegia thalictrifolia Rydb.[6]